# IATA Operational Safety Audit
Il programma IATA Operational Safety Audit (IOSA) è un sistema di valutazione riconosciuto e accettato a livello internazionale, progettato per valutare i sistemi di controllo e gestione operativa di una compagnia aerea. IOSA utilizza principi di audit di qualità riconosciuti a livello internazionale ed è progettato per condurre audit in modo standardizzato e coerente. Il programma è progettato per valutare la gestione operativa e i sistemi di controllo delle compagnie aeree. Le aziende sono incluse nel registro IOSA per un periodo di 2 anni a seguito di un audit effettuato da un'organizzazione accreditata dalla IATA. Gli standard di audit sono stati sviluppati in collaborazione con varie autorità di regolamentazione, come la Federal Aviation Administration, la Civil Aviation Safety Authority, la Transport Canada e le Joint Aviation Authorities (JAA). La IATA sovrintende all'accreditamento delle organizzazioni di audit, garantisce il continuo sviluppo degli standard e delle pratiche IOSA e gestisce il registro IOSA.